# Fastlane (2023)
Fastlane (2023) foi o sétimo evento de luta profissional Fastlane pay-per-view (PPV) e transmissão ao vivo produzido pela WWE. Foi realizado para lutadores das divisões das marcas Raw e SmackDown da promoção. O evento aconteceu no sábado, 7 de outubro de 2023, no Gainbridge Fieldhouse em Indianápolis, Indiana, e foi o primeiro Fastlane realizado desde 2021, tornando-se posteriormente o primeiro a ser realizado em um sábado e em outubro. Este também foi o primeiro evento PPV e transmissão ao vivo da WWE realizado em Indianápolis desde o Clash of Champions em setembro de 2016, que ocorreu na mesma arena quando era anteriormente conhecido como Bankers Life Fieldhouse (renomeado em 2021).
O nome do evento referia-se originalmente à sua posição no "Road to WrestleMania", no entanto, foi abandonado para 2023 devido ao evento ocorrer seis meses após a WrestleMania 39. Este também foi o primeiro grande pay-per-view da WWE e transmissão ao vivo para o elenco principal em que a empresa não pertence e não é controlada pela família McMahon, após a compra da WWE pela Endeavor, que foi finalizada em 12 de setembro, com a WWE posteriormente se fundindo com o Ultimate Fighting Championship; as duas empresas ainda operam separadamente, mas como divisões de uma nova entidade chamada TKO Group Holdings.

## Produção

### Introdução

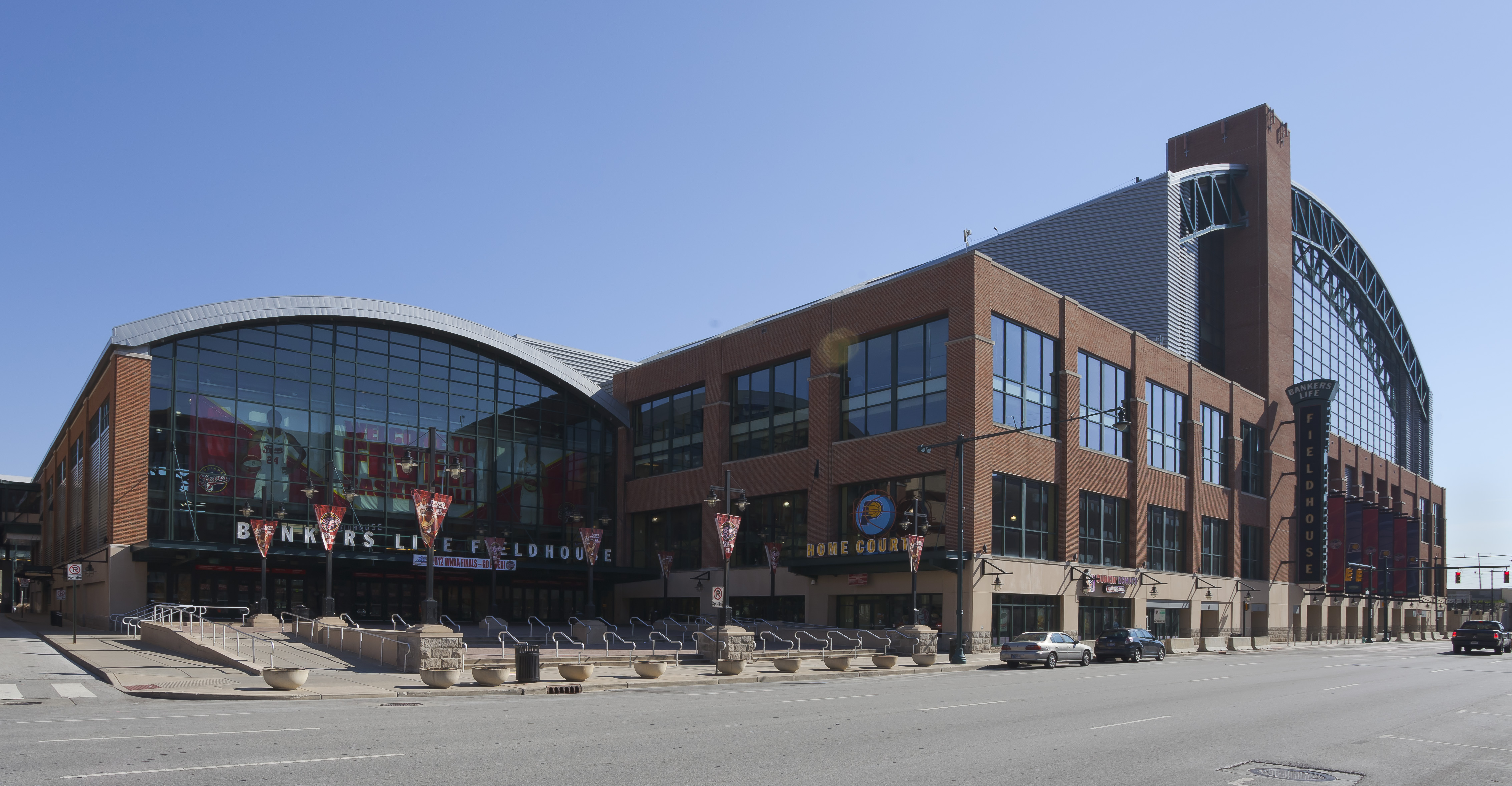
O evento será realizado no Gainbridge Fieldhouse em Indianápolis, Indiana.

Fastlane é um evento de luta profissional produzido pela primeira vez pela WWE em 2015. Foi realizado anualmente até 2019, quando foi descontinuado pela primeira vez, mas foi reinstaurado em 2021, mas foi novamente descontinuado. Em 20 de junho de 2023, porém, a WWE anunciou o renascimento do evento, com o sétimo Fastlane acontecendo no sábado, 7 de outubro de 2023, no Gainbridge Fieldhouse em Indianápolis, Indiana, e contará com lutadores divisões das marcas Raw e SmackDown. Isso marca o primeiro Fastlane realizada em outubro e em um sábado. Este também será o primeiro evento pay-per-view (PPV) e transmissão ao vivo da WWE realizado em Indianápolis desde Clash of Champions em setembro de 2016, que ocorreu na mesma arena quando era anteriormente conhecido como Bankers Life Fieldhouse (renomeado em 2021). Além de ser transmitido em PPV tradicional, o evento será transmitido ao vivo no Peacock nos Estados Unidos e na WWE Network na maioria dos mercados internacionais, por sua vez marcando o primeiro Fastlane para o qual os assinantes dos EUA só podem transmitir o evento ao vivo via Peacock, devido à versão americana da WWE Network encerrando as operações duas semanas após o evento de 2021. Os ingressos estarão à venda em 14 de julho via Ticketmaster.
O nome do evento era originalmente uma referência à sua posição no "Road to WrestleMania", já que Fastlane foi realizado no período de dois meses entre o Royal Rumble e o principal evento da WWE. Com o renascimento do Fastlane em 2023, no entanto, este tema foi abandonado devido ao evento ocorrer seis meses após a WrestleMania 39.
A partir de janeiro de 2023, houve especulações de que a WWE havia sido colocada à venda. Horas antes do início da Noite 2 da WrestleMania 39, a CNBC informou por meio de várias fontes que um acordo entre a WWE e a Endeavor, empresa-mãe do Ultimate Fighting Championship (UFC) via Zuffa, era iminente. O acordo envolveu a fusão da WWE com o UFC em uma nova empresa de capital aberto, com a Endeavor detendo uma participação de 51%. A venda foi confirmada no dia seguinte, 3 de abril de 2023, com a venda finalizada em 12 de setembro, com a fusão da WWE com o UFC para formar a TKO Group Holdings. O 2023 Fastlane será, por sua vez, o primeiro grande evento pay-per-view e transmissão ao vivo da WWE realizado em que a empresa não pertencia e não era controlada pela família McMahon. WWE e UFC ainda operam separadamente, mas como divisões de TKO.

### Rivalidades
O evento incluirá lutas que resultam de histórias roteirizadas, onde os lutadores retratam heróis, vilões ou personagens menos distinguíveis em eventos roteirizados que criam tensão e culminam em uma luta ou série de lutas. Os resultados são predeterminados pelos escritores da WWE nas marcas Raw e SmackDown, enquanto as histórias são produzidas nos programas de televisão semanais da WWE, Monday Night Raw e Friday Night SmackDown.
No Payback, Seth "Freakin" Rollins derrotou Shinsuke Nakamura para reter o Campeonato Mundial de Pesos Pesados. Após a luta, Nakamura atacou violentamente Rollins, e a equipe médica ajudou Rollins a sair da arena. No episódio seguinte do Raw, como estava insatisfeito com o incidente pós-jogo, Rollins desafiou Nakamura para uma revanche pelo título mais tarde naquela noite, no entanto, Nakamura recusou e quis fazê-lo em seus termos. Seguiu-se uma briga com Nakamura levando a melhor. Nas semanas seguintes, Rollins brigaria com Nakamura, com Nakamura sempre levando vantagem. No episódio de 18 de setembro, Rollins afirmou que Nakamura poderia escolher o local, horário e estipulação para a revanche. Na semana seguinte, Nakamura aceitou a proposta de Rollins, escolhendo uma luta Last Man Standing no Fastlane.
No episódio de 1º de setembro do SmackDown, John Cena retornou à WWE, que foi sua primeira aparição desde Money in the Bank em julho. Ele foi interrompido por Jimmy Uso, que afirmou que os fãs queriam vê-lo. Cena respondeu que Jimmy deveria ter saído da WWE em vez de Jey Uso e então realizado um ajuste de atitude em Jimmy. Duas semanas depois, Cena foi convidado no talk show de Grayson Waller "The Grayson Waller Effect", apenas para Jimmy interromper novamente. Solo Sikoa também apareceu e fingiu atacar Jimmy devido aos recentes problemas internos deste último com The Bloodline, no entanto, Sikoa e Jimmy atacaram Cena, que foi salvo por AJ Styles. Na semana seguinte, Cena e Styles desafiaram Jimmy e Sikoa para uma luta de duplas naquela noite; no entanto, depois que o oficial da WWE, Adam Pearce, conversou com o gerente do Bloodline, Paul Heyman, a partida foi marcada para Fastlane. A assinatura do contrato para a partida estava programada para acontecer mais tarde naquela noite; no entanto, Jimmy e Sikoa atacaram brutalmente Styles nos bastidores. Styles foi posteriormente levado para um hospital, deixando Cena para enfrentar The Bloodline sozinho e eles colocaram Cena no ringue. Em 25 de setembro, a WWE anunciou que Cena enfrentaria Jimmy e Sikoa em uma luta handicap no Fastlane.
Desde SummerSlam, Damage CTRL (Bayley, Dakota Kai, e WWE Women's Champion Iyo Sky) estava rivalizando com Asuka e Charlotte Flair. No episódio de 29 de setembro do SmackDown, Flair afirmou que depois de derrotar Bayley naquela noite, ela desafiaria Sky pelo título no Fastlane. Depois que Flair derrotou Bayley, Damage CTRL cercou o ringue na tentativa de atacar Flair, no entanto, Asuka saiu para ajudar Flair. Bayley posteriormente aceitou o desafio em nome da Sky para ela defender o WWE Women's Championship contra Flair e Asuka no Fastlane, para desespero de Sky.

## Evento
| Função:                 | Nome:                                           |
| ----------------------- | ----------------------------------------------- |
| Comentaristas ingleses  | Michael Cole                                    |
| Comentaristas ingleses  | Corey Graves                                    |
| Comentaristas ingleses  | Pat McAfee (Cena & LA Knight vs. The Bloodline) |
| Comentaristas espanhóis | Marcelo Rodriguez                               |
| Comentaristas espanhóis | Jerry Soto                                      |
| Anunciador de ringue    | Mike Rome                                       |
| Árbitro                 | Jason Ayers                                     |
| Árbitro                 | Jessika Carr                                    |
| Árbitro                 | Dan Engler                                      |
| Árbitro                 | Chad Patton                                     |
| Entrevistadores         | Byron Saxton                                    |
| Entrevistadores         | Cathy Kelley                                    |
| Painel pré-show         | Kayla Braxton                                   |
| Painel pré-show         | Jackie Redmond                                  |
| Painel pré-show         | Peter Rosenberg                                 |
| Painel pré-show         | Booker T                                        |
| Painel pré-show         | Wade Barrett                                    |

### Pre-show
Durante o pré-show do Fastlane Kickoff, a recente signatária Jade Cargill fez sua primeira aparição na WWE, sendo mostrada chegando à arena e sendo saudada pelo executivo da WWE Triple H.

### Lutas preliminares
Na primeira luta, The Judgment Day (Finn Bálor e Damian Priest) defenderam o Undisputed WWE Tag Team Championship contra Cody Rhodes e Jey Uso. Apesar da interferência de Rhea Ripley, "Dirty" Dominik Mysterio e JD McDonagh, Rhodes e Jey derrotaram The Judgment Day para ganhar o Undisputed WWE Tag Team Championship.
Em seguida, os LWO (Rey Mysterio e Santos Escobar, acompanhados por Zelina Vega) e um parceiro misterioso enfrentaram Bobby Lashley e The Street Profits (Angelo Dawkins e Montez Ford). No final da partida, Carlito, em sua primeira aparição desde Backlash em maio, foi revelado como parceiro de LWO, e Carlito conquistou a vitória para seu time.
Na terceira luta, Iyo Sky defendeu o WWE Women's Championship do SmackDown contra Asuka e Charlotte Flair em uma luta Triple Threat. No meio da partida, Bayley apareceu para ajudar Sky. No final, Flair finalizou Asuka no Figure Eight Leglock, mas Bayley distraiu o árbitro, que não viu Asuka bater. Sky então realizou um Moonsault em Flair e a derrotou para reter o título.
A penúltima luta viu John Cena e LA Knight enfrentando The Bloodline (Jimmy Uso e Solo Sikoa, acompanhados por Paul Heyman). No final, Cena e Knight venceram a luta quando Knight derrotou Jimmy após desferir o Blunt Force Trauma.

### Evento principal
No evento principal, Seth "Freakin" Rollins defendeu o Campeonato Mundial de Pesos Pesados do Raw contra Shinsuke Nakamura em uma luta Last Man Standing. No final, Rollins executou um Falcon Arrow em Nakamura de uma plataforma elevada através de uma mesa de equipamentos. Nakamura não conseguiu se levantar antes da contagem de 10, portanto Rollins manteve-se.

## Após o evento

### Raw
No Raw seguinte, foi anunciado que os novos Undisputed WWE Tag Team Champions Cody Rhodes e Jey Uso defenderiam o título contra The Judgment Day (Finn Bálor e Damian Priest) em uma revanche na semana seguinte.

### SmackDown
John Cena abriu o episódio seguinte do SmackDown, porém, foi rapidamente interrompido por The Bloodline (Solo Sikoa e Paul Heyman) com o retorno de Roman Reigns, que estava de férias logo após o SummerSlam. Depois de ser insultado por Reigns, Cena afirmou que havia alguém digno que deveria desafiar Reigns pelo seu Undisputed WWE Universal Championship. LA Knight então apareceu e repreendeu Reigns, mas outro membro do Bloodline, Jimmy Uso, atacou Knight por trás. Depois de limpar o ringue, Knight desafiou Sikoa para uma luta naquela noite onde derrotou Sikoa, mas após a luta, Reigns executou um Spear em Knight e o provocou com seu cinturão de campeonato.
Também no SmackDown, o novo gerente geral do SmackDown Nick Aldis observou que, devido a Bayley distrair o árbitro, isso custou a Charlotte Flair o Campeonato Feminino da WWE em Fastlane, já que Flair havia de fato finalizado Asuka. Aldis, por sua vez, escalou Iyo Sky para defender o campeonato contra Flair em uma partida de simples na semana seguinte.
Enquanto Carlito estava sendo entrevistado nos bastidores do SmackDown seguinte, ele foi interrompido por Bobby Lashley. Carlito então o desafiou para uma luta naquela noite, mas The Street Profits (Angelo Dawkins e Montez Ford) atacaram Carlito por trás. Mais tarde, o também membro da LWO, Santos Escobar, solicitou e conseguiu uma partida contra Ford na semana seguinte.

## Resultados
| Nº                                          | Resultados | Estipulações                                                     | Tempo |
| ------------------------------------------- | --- | ---------------------------------------------------------------- | ----- |
| 1                                           | Cody Rhodes e Jey Uso derrotaram The Judgment Day (Finn Bálor e Damian Priest) (c)                                                                          | Luta de duplas pelo Campeonato indiscutível de duplas            | 20:40 |
| 2                                           | Latino World Order (Rey Mysterio, Santos Escobar, e Carlito) (com Zelina Vega) derrotaram Bobby Lashley e The Street Profits (Angelo Dawkins e Montez Ford) | Luta de duplas de seis homens                                    | 10:00 |
| 3                                           | Iyo Sky (c) derrotou Asuka e Charlotte Flair | Luta Triple threat pelo Campeonato Feminino do Raw               | 17:20 |
| 4                                           | John Cena e LA Knight derrotaram The Bloodline (Jimmy Uso e Solo Sikoa) (com Paul Heyman)                                                                   | Luta de duplas                                                   | 17:20 |
| 5                                           | Seth "Freakin" Rollins (c) derrotou Shinsuke Nakamura | Luta Last Man Standing pelo Campeonato Mundial dos Pesos Pesados | 28:25 |
| (c) – Refere-se aos campeões antes da luta. | |                                                                  |       |